# Użytkowanie ciągłe lasu

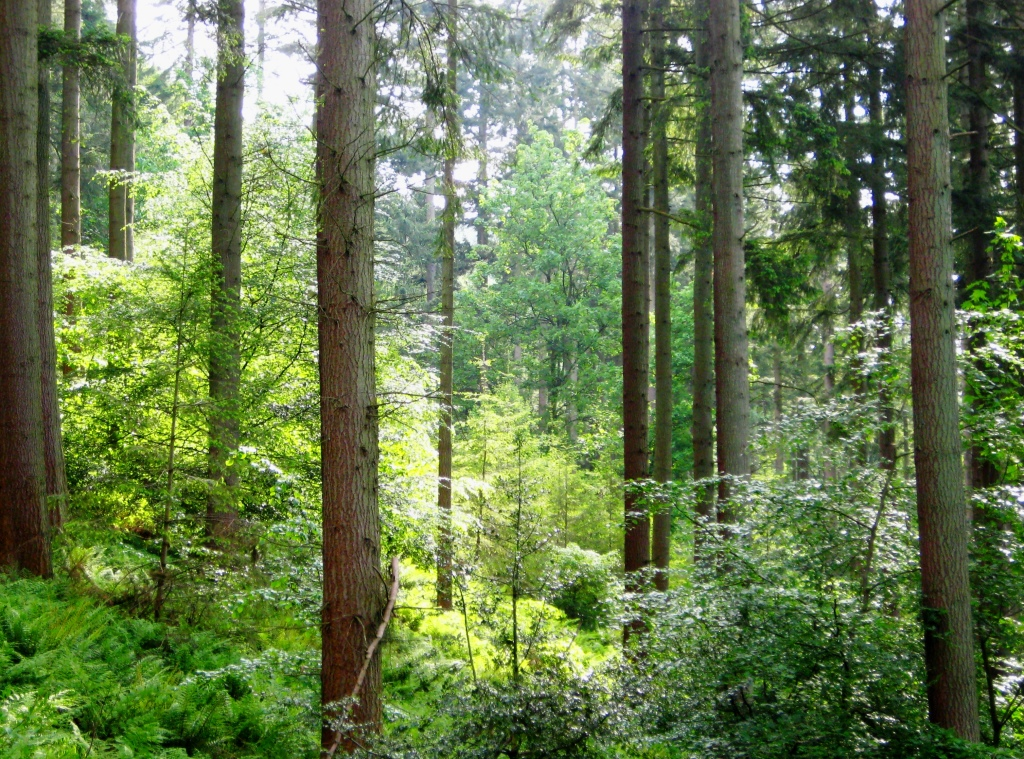
85-letni drzewostan daglezjowy w trakcie przekształcania do systemu użytkowania ciągłego

Użytkowanie ciągłe lasu (czasem określane angielskim skrótowcem „CCF”, od continuous cover forestry) to podejście do zrównoważonej gospodarki leśnej, w którym usuwanie drzew ze starego pokolenia lasu oraz powstawanie drzewostanu nowego pokolenia lasu odbywa się jednocześnie, skutkując: 1) zatarciem granicy między użytkowaniem głównym lasu oraz jego odnawianiem; 2) osiągnięciem przez drzewostany późnych stadiów rozwojowych; zachowaniem obecności drzew w ekosystemie przez bardzo długi czas, na ogół do wystąpienia stanu siły wyższej, inicjującego proces rozpadu drzewostanu i wymianę generacyjną lasu. Różne rodzaje drzewostanów mogą wymagać różnych zabiegów gospodarczych w celu uzyskania trwale produktywnej nieregularnej struktury.

## Opis ogólny
Pojęcie użytkowania ciągłego lasu zostało szeroko przyjęte w brytyjskim leśnictwie po utworzeniu Continuous Cover Forestry Group w 1991 r. Obecnie brytyjska norma leśna oraz wytyczne brytyjskiej normy leśnej dotyczącej gospodarki leśnej wzywają do szerszego stosowania CCF w brytyjskim leśnictwie, ponieważ istnieją dowody na to, że trwale produktywne drzewostany o nieregularnej strukturze są bardziej odporne na zmiany klimatu i zagrożenia dla stanu zdrowotnego lasów, a także przynoszą szereg innych korzyści społecznych i środowiskowych.

## Zarys problematyki
CCF to podejście do gospodarki leśnej, które uwzględnia cechy charakterystyczne i procesy właściwe dla danego siedliska i zwykle obejmuje mieszaninę gatunków drzew w różnym wieku. W języku francuskim jest to określane jako sylviculture irregulière, continu et proche de la nature (SICPN) (tj. leśnictwo ciągłe, nieregularne i zbliżone do naturalnego), a w języku niemieckim jako Dauerwald lub Naturgemässe Waldwirtschaft (gospodarka leśna zbliżona do natury). Gospodarowanie opiera się na selekcji poszczególnych drzew różnej wielkości, a nie na tworzeniu drzewostanów jednowiekowych. Monitorowanie rozwoju nieregularnych struktur drzewostanów odbywa się poprzez okresowy pomiar pierśnic drzew na powierzchniach próbnych lub w całych drzewostanach. Zabiegi gospodarcze, zazwyczaj wykonywane w odstępach od 3 do 7 lat, polegają przede wszystkim na usuwaniu drzew, które zakłócają wzrost drzew o większym potencjale, pozyskiwaniu drzew o optymalnych rozmiarach oraz ochronie odnowień i podrostu tak, że nieregularna struktura drzewostanu jest utrzymywana w sposób ciągły.
Odnowienie zwykle jest prowadzone w sposób naturalny, a nie przez sadzenie. Odnowienia sztuczne mogą być wymagane do zróżnicowania składu genetycznego i gatunkowego oraz do zwiększenia odporności ekologicznej na zagrożenia związane ze zmianami klimatu, szkodnikami lub chorobami.

## Zasady
Ogólne podejście do CCF można nakreślić w oparciu o następujące podstawowe zasady określone przez Continuous Cover Forestry Group (CCFG):
1. Zgodność lasu z siedliskiem – zarządca lasu bierze pod uwagę warunki siedliskowe i uwzględnia naturalną zmienność, zamiast narzucać sztuczną jednolitość.
2. Przyjęcie całościowego podejścia – cały ekosystem jest uważany za kapitał produkcyjny lasu, uwzględniając glebę, węgiel, wodę, grzyby, florę, faunę, a także same drzewa.
3. Utrzymanie siedlisk leśnych – utrzymanie siedlisk leśnych jest niezbędne (co wymaga unikania zrębów zupełnych).
4. Rozwijanie struktury lasu – polepszanie drzewostanów koncentruje się na rozwoju wyselekcjonowanych pojedynczych drzew, a nie na tworzeniu jednolitego bloku drzewostanu. Cechą charakterystyczną użytkowania ciągłego lasu jest to, że kontrola pozyskania opiera się na pomiarze pierśnic i przyrostu, a nie wieku i powierzchni.